# 伦纳德·汉森
伦纳德·汉森（英語：Leonard Hanson，1887年11月1日—1949年10月27日），英国男子竞技体操运动员。他曾获得1912年夏季奥运会体操比赛男子团体全能铜牌。他也参加了1908年夏季奥运会。